# Bella Poarch
Denarie Bautista Taylor (nacida como Belinda Marie Macadengdeng Batumbakal; Pangasinán, 9 de febrero de 1997), conocida artísticamente como Bella Poarch, es una celebridad de Internet y cantante filipina-estadounidense. En mayo de 2021 lanzó su primer sencillo, «Build a Bitch», con la discográfica Warner Records.

## Biografía

### Inicios
Bella nació el 9 de febrero de 1997 en la provincia de Pangasinán, Filipinas. Su familia se mudó a Texas cuando ella tenía 14 años. Bella sirvió en la Armada de los Estados Unidos y estuvo destinada en Japón durante varios años. Bella expresó que se unió a la Armada de los Estados Unidos por un sentimiento de libertad, retirándose de este por un trastorno depresivo. En la revista Vogue afirmó haber sufrido racismo y discriminación por su origen asiático durante su vida en Norteamérica.
Consiguió tener el vídeo con más me gusta en TikTok, en el que sincroniza los labios con la canción «Soph Aspin Send» de la rapera británica Millie B. También firmó un contrato de grabación de música con Warner Records.

### Carrera musical
Poarch participó en el sencillo «Cirque» del cantante estadounidense Sub Urban como parte de la trama del videoclip, dicho sencillo fue lanzado al público en marzo de 2021.
En mayo de 2021, Poarch lanzó su sencillo debut "Build a Bitch". El video musical fue descrito por Billboard como "una porción audaz y oscuramente cómica del pop de la nueva escuela", creado con Daniel Virgil Maisonneuve, el productor y compositor más conocido como Sub Urban. En el video también se pueden apreciar otras personalidades notables de Internet, como Valkyrae, Mia Khalifa, Bretman Rock y ZHC.
En agosto de ese mismo año, estrenó su canción «Inferno» como el segundo sencillo de su EP debut Dolls  y el sencillo principal del álbum de estudio debut de Sub Urban, Hive .
En un comunicado a través de los comentarios de YouTube, Poarch incluyó una advertencia para el video musical. Ella escribió: 

"Como víctima de agresión sexual, esta canción y este video significan mucho para mí. Esto es algo que aún no he estado lista para compartir con ustedes. Es muy difícil para mí hablar de eso. Pero estoy lista ahora. Decidí expresarme creando una canción y un video con Sub Urban basado en cómo deseaba que fuera mi experiencia. Es una fantasía que desearía que fuera realidad. Tengo muchas ganas de compartir esto con todos ustedes".

En dos revistas por separado, Billboard y Vogue, Poarch afirma que sus inspiraciones musicales son Prince, Dua Lipa, Madonna, Miku Hatsune y la cultura japonesa.  Poarch fue cuestionada por pasar del mundo del TikTok al mundo musical, a lo que ella comentó:

La música es algo que me tomo en serio y es un sueño hecho realidad. Lo manifesté y me dije a mí misma, no importa cómo llegue allí, llegaré. Definitivamente hay muchos aspectos negativos: no me favorece que comencé como un influencer y la gente piensa que estoy empezando a hacer música cuando, en realidad, lo he estado haciendo toda mi vida. Y sé que recientemente hay mucho odio y negatividad sobre los TikTokers que hacen música. Pero al final del día, no me importa un carajo. Solo hago lo que me encanta hacer.
Bella Poarch en TikTok Star-Turned-Musician Bella Poarch on the Impossibility of Beauty Standards and the Value of Therapy de Vogue, 14 de mayo de 2021.

Poarch lanzó su primer EP, Dolls, el 12 de agosto de 2022. Incluye sus sencillos anteriores, "Build a Bitch", "Inferno" y "Dolls", así como las nuevas canciones "Villain", "No Man's Land" y "Living Hell". El vídeo musical de "Living Hell" debutó junto con el EP. Además de coprotagonizar el vídeo musical de "Dolls", Grimes aparece en "No Man's Land".Rolling Stone elogió el tono pop oscuro del EP.Además, "Villain" se usaría para el evento en vivo premium Extreme Rules de la WWE en 2022. Lanzó la canción y el vídeo musical colaboración con Lauv, se estrenó el 15 de septiembre de 2023 titulado "Crush".

### Podcast
En 2021, durante en un episodio en canal y podcast 100 Thieves The CouRage and Nadeshot Show,Poarch declaró "que quería convertirse en una cantante desde que era una niña".

### Modelaje
Poarch participó como modelo de la revista japonesa FLJ Magazine.

## Discografía

### Sencillos
| Título          | Año  | Álbum           |
| --------------- | ---- | --------------- |
| «Build a Bitch» | 2021 | Dolls EP        |
| «Inferno»       | 2021 | Hive y Dolls EP |
| «Dolls»         | 2022 | Dolls EP        |
| «Living Hell»   | 2022 | Dolls EP        |
| «Crush»         | 2023 | Por anunciar    |
| «Bad Boy»       | 2023 | Por anunciar    |

### EP
| Título     | Año  |
| ---------- | ---- |
| «Dolls EP» | 2022 |

## Controversias
Poarch fue criticada por tener un tatuaje similar al Kyokujitsu-ki en sus vídeos. El tatuaje específico era un símbolo del imperialismo japonés que resulta ofensivo para los coreanos. En septiembre de 2020, se disculpó y lo dejó de mostrar.
Poarch también fue acusada de ser racista con uno de sus amigos de piel clara al llamarlo Harambe, en referencia a un gorila asesinado. Poarch aclaró que era el apodo de su amigo en el ejército, que significa «sabiduría en la caza» en idioma suajili, y que no pretendía ser una broma racista.